# Vulcano Callaqui
Il Callaqui è un stratovulcano cileno che fa parte della Cordigliera delle Ande e si trova nel territorio della Provincia di Biobío. La sua cima raggiunge i 3.164 metri.
Il vulcano è attualmente attivo e composto da andesiti basaltiche. L'ultima eruzione vulcanica sicura risale al 1980. Sono inoltre documentate ulteriori eruzioni minori nel 1751, 1864 e 1937.